# Валтер фон Райхенау
Валтер фон Райхенау (на немски: Walther von Reichenau) е немски офицер по време на Първата и фелдмаршал от Втората световна война.

## Биография

### Ранен живот и Първа световна война (1914 – 1918)
Валтер фон Райхенау е роден на 8 октомври 1884 г. в Карлсруе, провинция Баден-Вюртемберг, Германска империя, в семейството на пруски генерал. Присъединява се към армията през 1902 г. По време на Първата световна война служи на германо-френския фронт. Награден е с Железен кръст I степен и през 1918 г. е повишен до ранг хауптман.

#### Междувоенен период
Райхенау остава в армията по време на Ваймарската република като офицер в генералния щаб. През 1931 г. е началник-щаб към инспектората на комуникациите към министерството на Райхсвера. По-късно служи заедно с генерал Вернер фон Бломберг в Източна Прусия. Неговият чичо, пламенен нацист, го представя на Адолф Хитлер през 1932 г. Райхенау се присъединява към Нацистката партия скоро след това. По този начин нарушава правилата на армията, които забраняват присъединяване към политически партии.
Когато Хитлер взема властта през януари 1933 г., Бломберг става военен министър, а Фон Райхенау е назначен за глава на министерския офис и служи като офицер за връзка между армията и нацистката партия. Играе важна роля в убеждаването на нацистки лидери като Херман Гьоринг и Хайнрих Химлер, че влиянието на Ернст Рьом и СА трябва да бъдат пречупени, за да бъде спечелена поддръжката на армията за нацисткия режим. Това води до нощта на дългите ножове от 30 юни 1934 г.
През 1935 г. фон Райхенау е повишен до генерал-лейтенант и е назначен за командир в Мюнхен. През 1938 г. след аферата Бломберг-Фрич ген. Вернер фон Фрич е принуден да напусне командването на армията. Фон Райхенау е първият избор на Хитлер за наследник на поста, но Герд фон Рундщет и Лудвиг Бек отказват да служат като негови подчинени и Хитлер отстъпва. Фон Райхенау е страстен нацист, което отблъсква много генералите, които не се противопоставят, но и не са последователи на нацистката идеология.

### Втора световна война (1939 – 1945)
През септември 1939 г. фон Райхенау командва 10-а армия по време на нападението на Полша. През 1940 г. води 6-а армия по време на нападението на Белгия и Франция, а през юли Хитлер го повишава до ранг фелдмаршал.

#### Операция „Барбароса“ (1941)
По време на нападението на Съветския съюз през юни 1941 г. фон Райхенау отново командва 6-а армия, отговорна за превземането на Киев и Харков. Политически той е активен антисемит и поддържа работата на айнзацгрупите от СС по изтреблението на евреи в окупираните съветски територии. Райхенау окуражава войниците да извършват военни престъпления като им казва:
| „                   | ...В източния театър на бойните действия, войникът не е само човек биещ се съгласно правилата на изкуството на войната... По тази причина войникът трябва да се научи напълно да оценява необходимостта от тежки, но справедливи наказания, които трябва да бъдат извършени към нечовешките видове като евреите... | “ |
| Валтер фон Райхенау | |   |

Няколко историци, като Валтер Гьорлиц защитават Фон Райхенау, като обобщават „заповедта Райхенау“, издадена през октомври 1941 г. като: „настояване към войниците да се държат на разстояние от руското цивилно население“. Всъщност заповедта включва директиви според, които руските цивилни открити да пътуват без разрешение или са извън своето село да бъдат убивани.
По тази причина фон Райхенау е един от любимите генерали на Хитлер. На 19 декември 1941 г. Хитлер снема Валтер фон Браухич от поста главнокомандващ и се опитва да назначи Райхенау на негово място. Отново старши военни отхвърлят тази кандидатура, тъй като го считат за прекалено политичен. По тази причина Хитлер се самоназначава на този пост.

#### Смърт
През януари 1942 г. Фон Райхенау претърпява мозъчен кръвоизлив и е решено да бъде откаран в болница в Германия. Често се твърди, че умира при самолетна катастрофа в Русия. Гьорлиц пише, че самолетът е направил принудително кацане, а Фон Райхенау умира от сърдечен удар.

## Цитирана литература